# 佩內斯特龍河
佩內斯特龍河是德國的河流，位於梅克倫堡-前波美拉尼亞州，是奧得河的三个入海口之一，河道全長20公里，最終注入波羅的海。
54°4′11″N 13°47′37″E / 54.06972°N 13.79361°E